# Martin Arousmit
Martin Arousmit (енгл. Arrowsmith) roman je američkog književnika Sinklera Luisa, objavljen 1925. godine. Osvojio je Pulicerovu nagradu 1926. godine (koju je Luis odbio). Luisu je u pripremi ovog romana mnogo pomogao pisac naučnih dela Pol de Kruif kome je pripadalo 25% zarade od prodaje, iako je Luis potpisan kao jedini autor. Martin Arousmit  je roman koji se bavi kulturom nauke. Napisan je nakon reformi medicinskog obrazovanja koje su proistekle iz Fleksnerovog izveštaja o Medicinskom obrazovanju u Sjedinjenim Državama i Kanadi: izveštaj Fondaciji Karnegi za unapređenje obrazovanja iz 1910. godine, koji je pozivao medicinske fakultete u Sjedinjenim Državama da se drže konvecionalne nauke u svojim predavanjima i istraživanjima.

## Radnja
Ovaj roman je priča o inteligentnom zaljubljeniku u nauku Martinu Arousmitu koji prelazi put od malog grada na srednjem zapadu do visokih ešalona naučne zajednice. (Rođen je u Elk Milsu u Vinemaku, izmišljenoj državi u kojoj se odvija radnja nekoliko drugih Luisovih romana). Usput se okušava na medicinskom fakultetu. Verio se sa jednom ženom, prevario je sa drugom pa se i s njom verio, i na kraju pozvao obe na ručak da izgladi stvari. Na kraju je uvredio svog mentora, Maksa Gotliba, i bio suspendovan s medicinskog fakulteta. Postaje običan radnik, a potom se venčava sa Leorom dok ga njena porodica izdržava uz obećanje da će osnovati privatnu ordinaciju kao jedini lekar u malenoj Vitsilvaniji u Severnoj Dakoti. Isfrustriran privatnom ordinacijom, postaje javni zdravstveni službenik u Ajovi i započinje ljubavnu vezu sa mladom ćerkom direktora za zdravstvenu zaštitu. Nakon niza političkih rasprava, daje otkaz i prelazi da radi u ekskluzivnoj privatnoj bolnici u Čikagu. Konačno, Arousmit dobija priznanje od bivšeg mentora s medicinskog fakulteta, Maksa Gotliba, za naučni rad koji je napisao i dobija poziv da se pridruži prestižnom istraživačkom institutu u Njujorku. Kulminacija knjige govori o Arousmitovom otkriću jednog bakteriofaga koji uništava bakterije i o njegovim iskustvima na izmišljenom karipskom ostrvu dok se suočava sa epidemijom bubonske kuge.
Njegovi naučni principi mu govore da izbegava masovnu upotrebu bakteriofaga na ostrvu. Tačno naučno razumevanje bakteriofaga je važnije od svih osoba na ostrvu koje bi umrle bez lečenja. Nakon što njegova žena, Leora, i svi drugi iz instituta koji su došli s njim na ostrvo umru od kuge, on nerado odbacuje naučne principe i počinje da leči sve na ostrvu bakteriofagom. Na ostrvu, započinje ljubavnu vezu sa jednom bogatašicom s kojom se kasnije venčava. Smatra da njegovi postupci na ostrvu predstavljaju izdaju nauke i njegovih principa.
Po povratku u Njujork, tretiraju ga kao heroja zbog onoga što je uradio na ostrvu. Prvo dobija unapređenje u laboratoriji, a potom mu je ponuđeno da postane direktor čitavog instituta. Odbija unapređenje. Napušta svoju novu ženu i sinčića da bi radio u šumi u Vermontu kao potpuno nezavisni naučnik. Kada mu žena konačno ponudi da se preseli u Vermont da mu bude blizu, on joj govori da ne želi ništa da ima s njom i da treba samo da ga ostavi na miru.

## Teme
Knjiga sadrži značajne društvene komentare o stanju i očekivanjima medicine u Sjedinjenim Državama dvadesetih godina XX veka. Arousmit je napredan, pomalo čak i buntovnik, i često preispituje postojeće stanje stvari kada smatra da ono ima nedostataka.
Ovaj roman je bio inspiracija za nekoliko generacija studenata medicine. Glavni junak se suočava s mnogo nedoumica kada su u pitanju njegova karijera i životne odluke. Dok detaljno opisuje Arousmitove plemenite ideale u vezi sa medicinskim istraživanjima za dobrobit čovečanstva i njegovu nesebičnu posvećenost pacijentima, Luis ubacuje i mnoga ne tako plemenita iskušenja i samoobmane na Arousmitovom putu. Privlačnost finansijske sigurnosti, priznanja, čak i bogatstva i moći, odvajaju Arousmita od njegovog prvobitnog plana da se ugleda na svog prvog mentora, Maksa Gotliba, sjajnog ali grubog bakteriologa.
U romanu Luis opisuje različite strane lekarske obuke, prakse, naučnog istraživanja, naučne prevare, lekarske etike, javnog zdravlja, i ličnih/profesionalnih sukoba koji se dešavaju i danas. Ljubomora među kolegama, pritisci od strane instituta, pohlepa, glupost i nemarnost su prikazani na satiričan način, a sam Arousmit kao iritantni egocentrik. Ali prisutni su i neumorna posvećenost i poštovanje naučnih metoda i intelektualne iskrenosti.
Martin Arousmit deli neke biografske sličnosti sa životom Feliksom d’Erelom, koji je u romanu zajedno sa Arousmitom otkrio bakteriofage i preduhitrio ga u objavljivanju rezultata. Zbog detaljnih i zanimljivih opisa eksperimentalnih laboratorijskih istraživanja kao prakse, profesije, ideologije, pogleda na svet, „istaknute niti u modernoj kulturi, načina života“, Martin Arousmit se uopšteno smatra klasičnim „naučnim romanom“, koji je usredsređen na moralne dileme s kojima se mogu susresti biomedicinski naučnici.
Martin Arousmit je upoređivan sa romanom Citadela Arčibalda Kronina (objavljen posle Arousmita, 1937. godine), koji se takođe bavi životnim iskustvima mladog lekara idealiste koji pokušava da preispita i poboljša postojeći medicinski sistem.
De Kruif je inspiraciju za lokacije i likove u Arousmitu izvlačio iz posebnih izvora. Rad u laboratoriji i eksperimenti Maksa Gotliba su zasnovani na karijerama Frederika Džordža Novija i Žaka Louba. I Loub i De Kruif su radili na Rokfelerovom institutu za medicinska istraživanja u Njujorku, a Novi je bio De Kruifov dugogodišnji mentor.
Jedan pisac za stručni časopis Izveštaji javnog zdravlja prokomentarisao je da je ovaj roman predvideo mnoge uspehe i probleme koji utiču na lekarsku profesiju danas, kao što su sukobljene potrebe i ciljevi kliničkih i medicinskih naučnika; komercijalni interesi farmaceutskih kuća koje proizvode nove lekove i vakcine nasuprot potrebi da se traga za naučnom istinom; političke i društvene poteškoće u razvijanju programa za zaštitu javnog zdravlja; i sve veća uloga lekara u američkom društvu.

## Pulicerova nagrada
Luis je za roman Martin Arousmit osvojio Pulicerovu nagradu za književnost 1926. godine, ali je odbio da je primi. U pismu komisiji je napisao:
Želim da Vam se zahvalim što ste odabrali moj roman Martin Arousmit za Pulicerovu nagradu. Tu nagradu moram da odbijem, a moje odbijanje bi bilo besmisleno ako ne objasnim razloge.
Sve nagrade, kao i sve titule, opasne su. Oni koji žude za nagradama su skloni da rade ne zbog inherentne izvrsnosti već zbog spoljnih nagrada; oni su skloni da napišu ovo ili da oprezno izbegnu da napišu ono, da bi udovoljili predrasudama nasumične komisije. A Pulicerovoj nagradi za romane se naročito može prigovoriti da su njeni uslovi konstatno i gnusno pogrešno prikazivani.
Ti uslovi glase da će nagrada biti dodeljena „za američki roman objavljen tokom godine koji će na najbolji način predstaviti zdravu atmosferu američkog života i najviši standard američkih običaja i čovečnosti“. Ova rečenica, ako i ima ikakvo značenje, značila bi da će se procena romana vršiti ne prema stvarnim književnim zaslugama, već prema pokornosti kodeksu lepog ponašanja koji je u tom trenutku popularan.
Njujork tajms je izvestio da je, prema očevicima, pravi razlog to što je Luis i dalje bio ljut što roman Glavna ulica nije osvojio ovu nagradu 1921. godine.

## Filmske, radio i televizijske adaptacije
Jedina filmska adaptacija ove knjige je film Arousmit iz 1931. godine, sa Ronaldom Kolmanom i Helenom Hejz u ulogama Arousmita i Leore. Film je bio nominovan za četiri Oskara, uključujući i onaj za najbolji adaptirani scenario.
Radio pozorište Luks je 25. oktobra 1937. godine predstavilo jednočasovnu radio adaptaciju sa Spenserom Trejsijem i Fej Rej u glavnim ulogama.
Helen Hejz je ponovila svoju ulogu Leore u jednočasovnoj adaptaciji na radio programu Kembel plejhaus, sa Orsonom Velsom u ulozi Arousmita. Program je emitovan 3. februara 1939. godine.
Američka grupa konjanika  predstavila je svoju verziju sa Tajronom Pauerom u glavnoj ulozi, 23. februara 1942. godine.
Pedesetih i šezdesetih godina XX veka, knjiga je više puta adaptirana za male ekrane, a sažete verzije ove priče su prikazane u okviru serija kao što su Televizijsko pozorište Kraft i Dupon šou meseca.
Češka mini-serija je napravjena 1999. godine, sa Janom Štastnijim u glavnoj ulozi i Terezom Brodskom u ulozi „Leore Tozerove“.
Postoji popularan mit da je rok bend Aerosmit pozajmio ime od ove knjige. Iako su članovi ove grupe čitali ovu knjigu kao lektiru u školi, više puta su izričito negirali bilo kakvu vezu. Zapravo, ime je prvi put odbijeno, jer su ostali mislili da je bubnjar Džoi Krejmer pozajmio ime od Sinklerovog romana. Kada je objasnio da se imena različito pišu i da je ime smislio dok je slušao album Harija Nilsona, Erial bale (Aerial Ballet), ostali članovi su prihvatili ime.

## Spoljašnje veze
- (језик: енглески) Integralni tekst romana Martin Arousmit на пројекту Гутенберг.
- (језик: енглески) Integralni tekst romana Martin Arousmit u različitim formatima .